# 聖羅莎德卡瓦爾

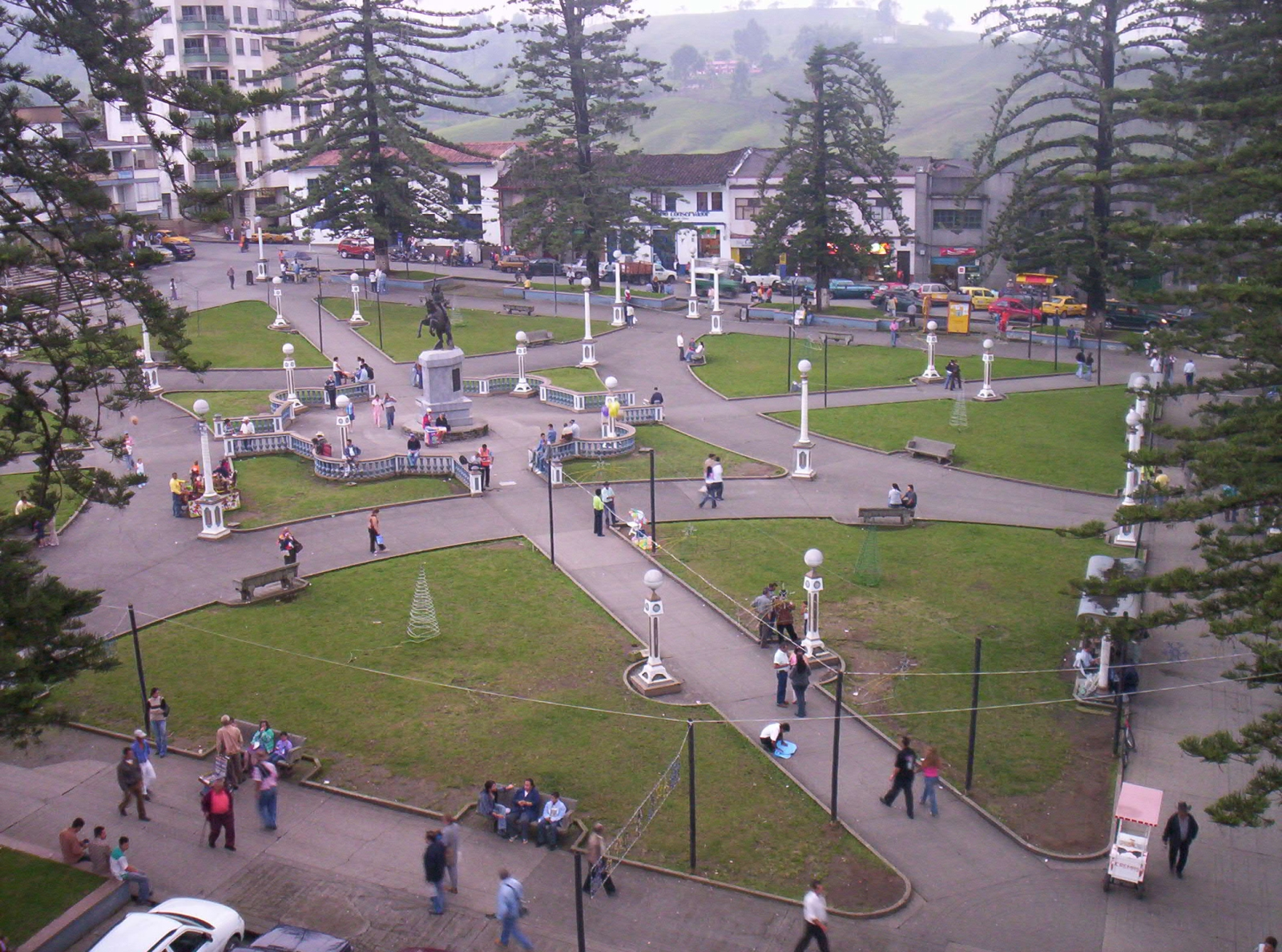

聖羅莎德卡瓦爾是哥倫比亞的城市，位於該國中西部，由里薩拉爾達省負責管轄，始建於1853年10月13日，面積486平方公里，海拔高度1,715米，2005年人口67,410。

## 外部連結
- （西班牙文） Commercial And Tourist Guide Santa Rosa De Cabal
- （西班牙文） Santa Rosa de Cabal official website （页面存档备份，存于）

4°52′N 75°37′W / 4.867°N 75.617°W